# Động đất Đông Azerbaijan 2019
Động đất Đông Azerbaijan 2019 (tiếng Ba Tư: زمین‌لرزه ۱۳۹۸ آذربایجان شرقی) là trận động đất xảy ra vào lúc 03:17 (UTC+04:30), ngày 8 tháng 11 năm 2019. Trận động đất có cường độ 5,9 Mw, tâm chấn độ sâu khoảng 20 km. Hậu quả trận động đất đã làm 7 người chết, 584 người bị thương.